# Escacs a l'Azerbaidjan

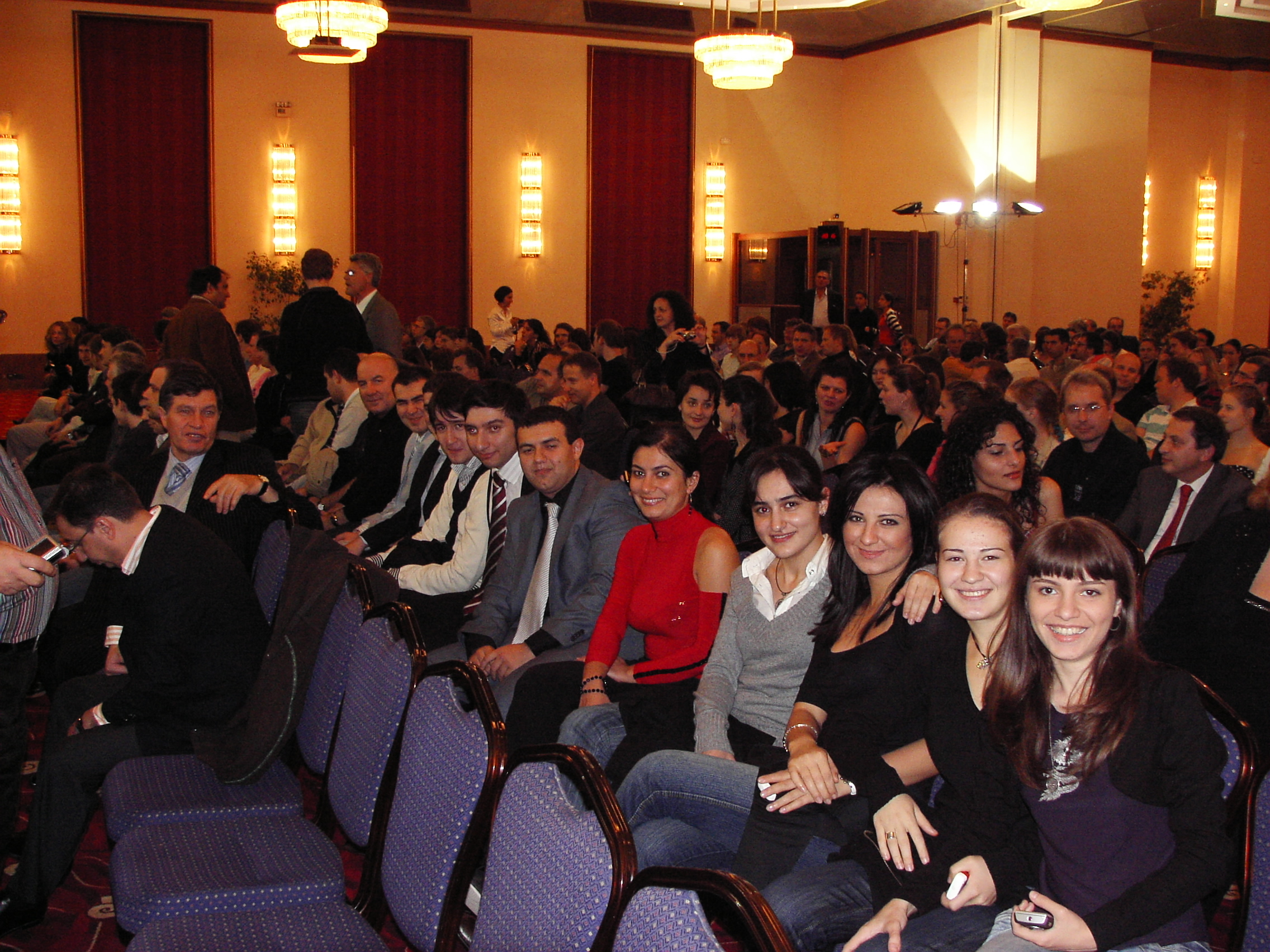
Seleccions nacionals masculines i femenines de l'Azerbaidjan al Campionat d'Europa de 2007.

Els escacs a l'Azerbaidjan són un dels esports més populars i antics del país, on està organitzat per la Federació d'Escacs de l'Azerbaidjan (AŞF).

## Història dels escacs a l'Azerbaidjan
Els orígens es poden trobar en les obres de poetes perses del segle XII com Khaqani i Nizami, que van viure a l'Azerbaidjan modern, així com en les obres de l'escriptor i poeta azerbaidjan del segle XVI Fuzūlī i altres. L'escriptor i filòsof d'Azerbaidjan Mirza Fatali Akhundov va explicar les regles dels escacs en el seu poema de 1864, "El joc de xatranj".

## Azerbaidjan com a part de l'URSS
Els escacs organitzats van començar a l'Azerbaidjan poc després de l'establiment de la República Socialista Soviètica de l'Azerbaidjan el 1920, i el joc es va estendre ràpidament. La primera columna d'escacs va aparèixer al diari "Bakinsky Rabochy" a principis de la dècada de 1920. El 1923 va tenir lloc el primer campionat de Bakú.
Els dies 2 i 3 de maig de 1929 va tenir lloc un partit entre equips de Bakú i Tbilisi, la capital de la República Socialista Soviètica de Geòrgia, en 8 taulers a Bakú.
El 1934 es va celebrar el primer campionat d'Azerbaidjan. Això va ser guanyat per Selimkhanov, que el 1935 es va convertir en president de l'"Organització d'Escacs d'Azerbaidjan". L'any 1936 es va celebrar el primer campionat femení. El 1936, A. Polisskaya de Bakú es va convertir en "Campiona femenina del Caucas del Sud".
El 1938, es va obrir una escola d'escacs de dones al "Club d'Escacs i Dames de Bakú". No obstant això, aquests campionats d'escacs a nivell local i nacional no es van celebrar cada any i la Segona Guerra Mundial va interrompre els tornejos i les activitats d'escacs. Però des de 1947, cada any s'hi celebren campionats d'escacs.

## Temps moderns
Després de la independència de l'Azerbaidjan després de la dissolució de la Unió Soviètica el 1991, els jugadors d'escacs d'Azerbaidjan van aconseguir alts resultats en diverses competicions internacionals, campionats mundials i europeus. El 1992, l'equip nacional femení per primera vegada a l'Olimpíada d'escacs de Manila, Filipines, va representar l'Azerbaidjan independent i va col·locar-se en 7a posició de 67 equips. L'equip femení va guanyar medalles de bronze al Campionat d'Europa d'escacs per equips celebrat a Debrecen, Hongria el 1993. L'equip nacional masculina va guanyar medalles de bronze el 2007 al Campionat d'Europa d'escacs per equips celebrat a Grècia. L'equip masculí va guanyar el títol de "l'equip més fort d'Europa" a Sèrbia el 2009, després va guanyar medalles de plata el 2011 a Grècia i el 2013 a Polònia. El 2012 i el 2014, l'equip masculí “SOCAR-Azerbaidjan” va guanyar dos cops el Campionat d'Europa Interclubs. Els grans mestres azerbaidjans Xakhriar Mamediàrov, Teimur Radjàbov i Vugar Gaixímov van aconseguir pujar al quart i sisè llocs del rànquing mundial.
El gran mestre Teimour Radjabov es va convertir en el primer propietari azerbaidjanès de la Copa del Món d'escacs el 4 d'octubre de 2019 a Khanty-Mansiysk, Rússia.
L'any 2022, els representants de l'Azerbaidjan Govhar Beydullayeva i Abdulla Gadimbayili van guanyar el campionat júnior d'escacs, Itàlia.
"Baku Open 2023" està programat del 4 al 12 de maig de 2023, dedicat al 100è aniversari del naixement d'Heydar Aliyev.